# Gran Segell de França

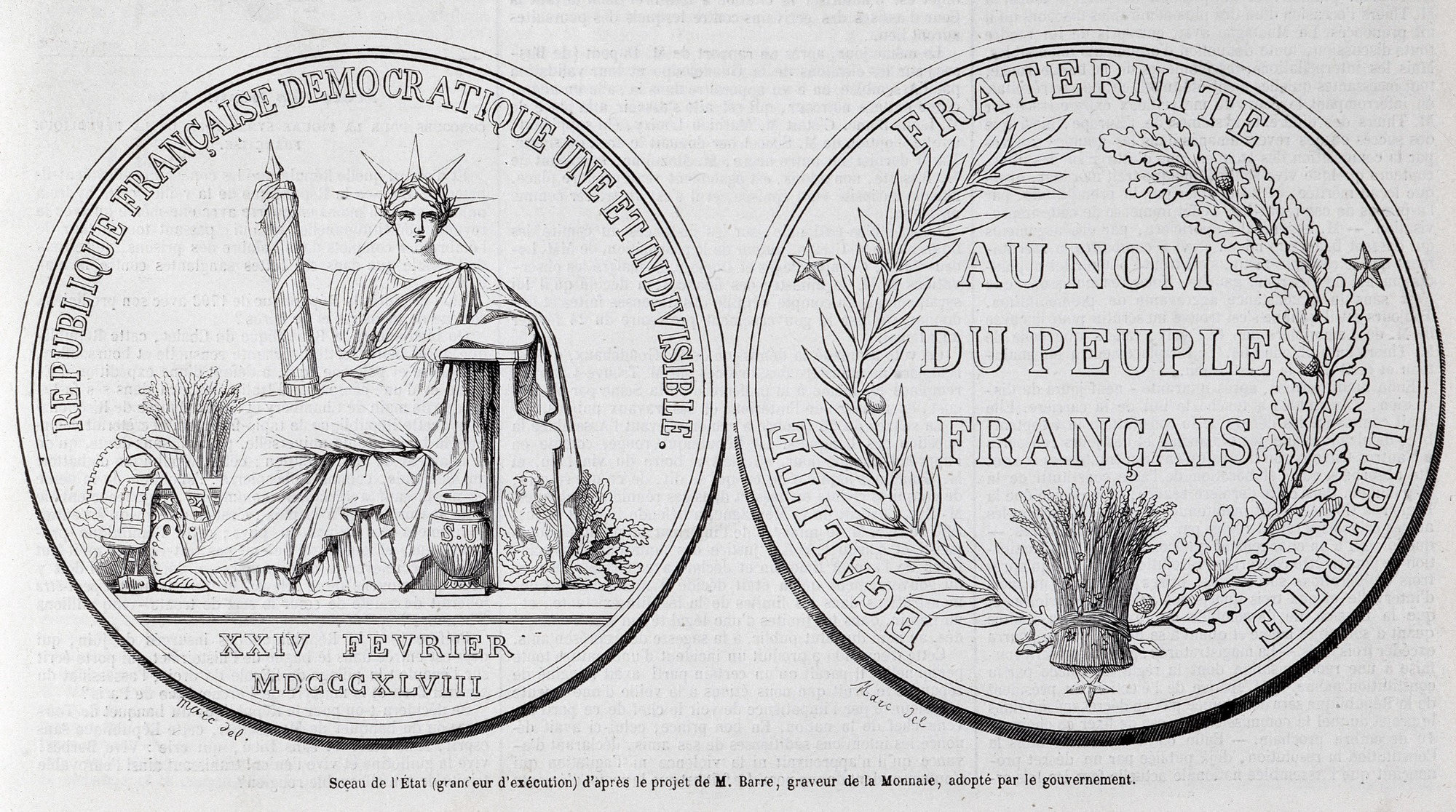
Gran Segell de la República Francesa, anvers i revers

El Gran Segell de França (en francès i oficialment: Grand Sceau de la République Française) és el segell oficial de la República Francesa. És obra de l'artista Jean-Jacques Barre.